# Хилюк, Алексей Алексеевич
Алексей Алексеевич Хилюк (укр. Олексій Олексійович Хилюк; 4 мая 1951, Бердичев) — украинский политик, депутат Верховной Рады Украины I созыва. Почётный гражданин города Бердичева.

## Образование
Родился 4 мая 1951 года в г. Бердичеве Житомирской области.
Окончил Киевский технологический институт пищевой промышленности (1968—1973), инженер-механик по специальности «Машины и аппараты пищевых производств». Также окончил Киевский институт политологии и социального управления (1989—1991), политолог, преподаватель социально-политических дисциплин в высших и средних учебных заведениях, «Теория социально-политических отношений».

## Карьера
С 1973 года — инженер-механик молокозавода. С 1975 года — инженер-конструктор, главный инженер. С ноября 1979 по сентябрь 1986 года — директор Бердичевского мясокомбината.
С сентября 1986 по июнь 1987 года — 1-й заместитель председателя, с июня 1987 по январь 1991 года — председатель Бердичевского горисполкома. С января 1991 по июль 1992 года — 1-й заместитель председателя Бердичевского горисполкома. С июля 1992 по март 1994 года — председатель Бердичевского горисполкома. С марта 1994 по март 1998 года — председатель Бердичевского горсовета народных депутатов и горисполкома. До апреля 2002 года — Бердичевский городской голова.
Академик Украинской академии экономической кибернетики. Член КПСС (1979—1991).
Народный депутат Украины 12(1) созыва с марта 1990 года (2-й тур) до апреля 1994 года (Бердичевский избирательный округ № 156, Житомирской области). Член Комиссии по вопросам государственного суверенитета, межреспубликанских и межнациональных отношений. Группы «Рада», «Чернобыль». Выдвинут кандидатом в народные депутаты трудовыми коллективами Бердичевской обувной фабрики, мясокомбината, КЭЧ, городским советом ветеранов войны и труда, личным составом В/Ч 46156, 43645, 44993, 56717, 33136, 32500, 42642.
9 апреля 2002 года решением исполкома городского Совета за многолетний плодотворный труд в органах государственной власти и местного самоуправления, личный вклад в совершенствование стиля и методов их работы, активную общественно-политическую деятельность Хилюку Алексею Алексеевичу присвоено звание «Почетный гражданин города Бердичева».
С 2002 года — начальник Бердичевского междугородного бюро технической инвентаризации.